# Залесье (Червенский район)
Залесье (бел. Залессе), также Гриччино[уточнить] (бел. Грыччына) — деревня в Червенском районе Минской области. Входит в состав Валевачского сельсовета.

## Географическое положение
Находится примерно в 22 километрах к северо-западу от райцентра, в 40 км от Минска, в 25 км от железнодорожной станции Руденск линии Минск-Осиповичи и в 500 метрах от автодороги M-4 Минск—Могилëв.

## История
На 1870 год деревня относилась к Смиловичской волости Игуменского уезда Минской губернии, здесь насчитывалась 21 душа мужского пола. Согласно переписи населения Российской империи 1897 года здесь было 9 дворов, проживали 70 человек. В начале XX века число дворов возросло до 14, население же осталось прежним. На 1917 год деревня Залесье насчитывала 18 дворов и 87 жителей, недалеко располагался одноименный фольварок в 3 двора, где жили 22 человека. 20 августа 1924 года деревня вошла в состав вновь образованного Валевачского сельсовета Смиловичского района Минского округа (с 20 февраля 1938 — Минской области. Согласно Переписи населения СССР 1926 года в деревне оставалось 18 дворов, число жителей увеличилось до 100, на хуторе (бывший фольварок) осталось 2 двора и 12 жителей. Во время Великой Отечественной войны деревня была оккупирована немцами в конце июня 1941 года, 13 её жителей не вернулись с фронта. Освобождена 2 июля 1944 года. На 1960 год в Залесье проживало 88 человек. В 1967 году в деревне был установлен памятник-стела в память о погибших в годы войны сельчанах. В 1980-е годы Залесье входило в состав колхоза «Искра». По итогам переписи населения Белоруссии 1997 года в деревне насчитывалось 20 жилых домов и 53 жителя. На 2013 год 15 жилых домов, 29 жителей.

## Население
- 1870 — 21 мужчина
- 1897 — 9 дворов, 70 жителей
- начало XX века — 14 дворов, 70 жителей
- 1917 — 18 дворов, 87 жителей + 3 двора, 22 жителя
- 1926 — 18 дворов, 100 жителей + 2 двора, 12 жителей
- 1960 — 88 жителей
- 1997 — 20 дворов, 53 жителя
- 2013 — 15 дворов, 29 жителей